# Michel Strogoff (série télévisée d'animation)
Pour les articles homonymes, voir Michel Strogoff (homonymie).
Michel Strogoff est une série télévisée d'animation française en 26 épisodes de 26 minutes réalisée par Bruno René Huchez et Maurecourt-Andrésy, diffusée à partir du 26 juillet 1998 sur France 3 dans l'émission Les Minikeums.
Il s'agit de l'adaptation du roman du même nom de Jules Verne.

## Synopsis
Le télégraphe est coupé ! Le tsar doit communiquer son frère le grand-duc et lui envoyer du renfort pour protéger la ville d'Irkoutsk. 
Michel Strogoff, capitaine et courrier du tsar, doit traverser la Russie pendant la guerre contre les Tartares pour livrer une importante lettre au grand-duc. Mais le traître Ivan Ogareff est à la solde du chef des Tartares, Feofar Khan, et il compte bien empêcher cette lettre d'arriver pour prendre Irkoutsk. Accompagné de Nadia Fédor ainsi que des journalistes Harry Blount et Alcide Jolivet, Michel Strogoff, renommé en Nicolas Korpanoff et déguisé en marchand de chevaux, devra traverser bien des péripéties et affronter bien des dangers.

## Commentaire
Adaptation très fidèle au roman, les ajouts sont pour la plupart assez pertinents. Cependant, les différences de dessins entre les épisodes peut gêner, surtout dans le film sorti sur le grand écran (formé de tous les épisodes mis bout à bout).[Interprétation personnelle ?]

## Fiche technique
- Société de production : IDDH, France 3
- Adapté d'après le roman de Jules Verne
- Musique de Jean-Jacques Debout et Jean-Michel Bernard
  - Générique : créé et interprété par Jean-Jacques Debout

## Épisodes
1. La Naissance de Michel Strogoff
2. La Mort du père
3. La Jeunesse de Michel Strogoff
4. Au service de l'empereur
5. Le Messager
6. Le Caucase
7. La Vie tourmentée de Nadia
8. La Mort de la mère de Nadia
9. Orage dans la montagne
10. Première trahison d'Ogareff
11. La Poursuite infernale
12. Découvert
13. Le Télégraphe est coupé
14. Le passé tumultueux de Sangarre
15. Deuxième trahison d'Ogareff
16. Le Supplice du Knout
17. Regarde de tous tes yeux
18. Un nouvel ami
19. Les Brigands
20. La Chevauchée aveugle
21. La Mort de Nicolas
22. Les Loups
23. Troisième trahison d'Ogareff
24. La Grande Offensive tartare
25. Le Vrai Courrier du tsar
26. La Dernière Vengeance de Sangarre

## Distribution des voix
- Guillaume Orsat : Michel Strogoff
- Marc Bretonnière : Pierre Strogoff
- Pascale Jacquemont : Marfa Strogoff
- Julie Turin : Nadia Fédor
- Cyrille Artaux : Nicolas Pigassof
- Françoise Blanchard : Sangarre la Bohémienne
- Hervé Caradec : le tsar, Ivan Ogareff
- Emmanuel Fouquet : Alcide Jolivet
- Olivier Hémon : Harry Blount
- Patrice Baudrier : Général Kissoff